# ROTATION
『ROTATION』（ローテーション）は、1979年12月5日に発売されたSHŌGUNのアルバム。

## 概要
テレビドラマ『探偵物語』の主題歌を収録したアルバム。他の収録曲もドラマの中盤から挿入歌として使われるようになったため、ドラマのサウンドトラック・アルバムとしての役割も果たしている。
なお、SHŌGUNのメンバーと共にジャケット写真に写っているのは、ドラマに出演していたナンシー・チェニーである。

## 収録曲
| 全作詞: Casey Rankin、全編曲: 大谷和夫。 |                                   |              |              |      |
| #                                        | タイトル                          | 作詞         | 作曲         | 時間 |
| 1.                                       | 「As Easy As You Make It」        | Casey Rankin | 芳野藤丸     | 4:18 |
| 2.                                       | 「Imagination」                   | Casey Rankin | 芳野藤丸     | 4:46 |
| 3.                                       | 「Sailor-Sailor」                 | Casey Rankin | Casey Rankin | 4:09 |
| 4.                                       | 「Yesterday, Today And Tomorrow」 | Casey Rankin | Casey Rankin | 4:15 |

| 全作詞: Casey Rankin、全編曲: 大谷和夫。 |                                |              |                    |      |
| #                                        | タイトル                       | 作詞         | 作曲               | 時間 |
| 5.                                       | 「Margarita」                  | Casey Rankin | 芳野藤丸           | 3:53 |
| 6.                                       | 「Bad City」(Album Version)    | Casey Rankin | Casey Rankin       | 3:55 |
| 7.                                       | 「The Tourist」                | Casey Rankin | ミッチー長岡       | 3:38 |
| 8.                                       | 「I Should Have Known Better」 | Casey Rankin | Casey Rankin       | 4:13 |
| 9.                                       | 「Lonely Man」(Album Version)  | Casey Rankin | 大谷和夫、芳野藤丸 | 4:10 |
| 合計時間:                                | 合計時間:                      | 合計時間:    | 37:32              |      |

## 曲解説
1. As Easy As You Make It
2. Imagination
3. Sailor-Sailor
4. Yesterday, Today And Tomorrow
5. Margarita
後にずうとるびにカバーされた。
6. Bad City
ドラマのオープニングテーマ。
7. The Tourist
8. I Should Have Known Better
9. Lonely Man
ドラマのエンディングテーマ。シングルバージョンよりもイントロが長くなっている。